# Honda Civic (шестое поколение)
Шестое поколение Honda Civic было представлено 4 сентября 1995 года в следующих типах кузова: 3-дверный хетчбэк, 4-дверный седан и двухдверное купе, повторяя модельный ряд предыдущего поколения. Чуть позже для Европы был представлен 5-дверный лифтбек для замены модели Honda Concerto. Эта модель хоть и использовала дизайн шестого поколения, но была построена на платформе пятого поколения (EG/EH/EJ) и была европейской версией японской модели Honda Domani (так называемая версия «англичанка», «5.5 поколение»). Модель Domani заменила седан Concerto в Японии, на других рынках седан Concerto был заменён на Civic шестого поколения. Также были представлены две версии универсалов: Orthia для внутреннего рынка Японии, построенный на основе седана/трёхдверного хетчбэка Civic и пятидверный универсал, построенный на основе Domani и продававшийся в Европе под названием Civic Aerodeck. В США универсалы не продавались. Пятидверный Civic в кузове лифтбек был взят за основу для модели Rover 400. На заводе Судзуки (Япония) выпускался 4-дверный седан, 3-дверный хетчбэк и универсал Orthia, в Суиндоне (Англия) выпускались 5-дверный европейский лифтбек и универсал Aerodeck, в США — двухдверные купе, а в Южной Африке — седан и 3-дверный хетчбэк. В Россию поставлялись машины из Японии: 3-дверный хетчбэк и седан.
В 1995 году модель Honda Civic в третий раз выиграла премию «Автомобиль года в Японии».
Кроме того в 1998 году шестым поколением Honda Civic (пятидверным европейским лифтбеком MA/MB/MC) впервые был пройден тест EuroNCAP, результат составил 2.5 балла из 5 возможных. Также именно на Honda Civic этого поколения впервые появилась трансмиссия типа вариатор.
Всего было продано около 3.2 миллионов автомобилей, около 500 тысяч из них — модели завода в Суиндоне (Англия). В США было продано чуть более 1.6 миллиона автомобилей (купе и седанов).

## Комплектации и оснащение (Северная Америка)
- CX: Базовая версия Honda Civic шестого поколения. Комплектация CX доступна только для кузова хетчбэк (EJ6) с 1,6-литровым двигателем на 106 лошадиных сил и механической коробкой передач (опционален автомат). Оснащение очень экономно (без FM-радио и гидроусилителя руля). В комплектацию CX входят 13-дюймовые стальные диски, передняя и задняя независимая подвеска на двойных поперечных рычагах, передние дисковые и задние барабанные тормоза, две подушки безопасности и складывающиеся задние сидения. Стартовая цена — 10.350$. В 1997 года Honda добавила в базовую комплектацию CX 14-дюймовые диски (базовая стоимость комплектации выросла до 10.550$). В 2000 году в качестве стандартного оснащения была добавлена регулировка руля по высоте[7].
- DX : Доступна для хетчбэков, купе и седанов. Включает в себя всё оснащение комплектации CX + рулевую колонку с регулировкой руля по высоте и FM-радио. Гидроусилителем руля комплектовались все седаны, а на купе гидроусилитель устанавливался при заказе с АКПП. Для 1997 модельного года в комплектацию DX добавили 14-дюймовые диски[8].
- LX: Доступна только в кузове седан. Включает в себя всё оснащение комплектации DX + 14-дюймовые диски, электрические стеклоподъёмники, центральный замок, электропривод боковых зеркал, гидроусилитель руля, стабилизатор поперечной устойчивости, подлокотник с отделениями для вещей, освещение багажного отсека, круиз контроль и тахометр. Для 1997 модельного года в комплектацию LX добавили кондиционер.
- EX: Доступна для купе и седанов. Включает в себя всё оснащение комплектации LX + двигатель SOHC VTEC, люк, кондиционер, сигнализацию, и покрашенные в цвет кузова молдинги и зеркала. ABS комплектовались все седаны, а на купе ABS был при заказе модели с АКПП. Для 1999 модельного года в комплектацию EX был добавлен CD-проигрыватель[9].
- HX: Доступна только в кузове купе, эта комплектация фокусировалась на большей топливной эффективности. Эта комплектация была единственной, где была доступна коробка CVT (бесступенчатая трансмиссия, вариатор), также была доступна 5-ступенчатая механическая коробка передач. Включает в себя всё оснащение комплектации DX плюс более мощный двигатель VTEC-E, легкосплавные диски, электрические стеклоподъёмники, центральный замок, электропривод боковых зеркал и тахометр[10][11].
- GX: Комплектация с двигателем D16B5, работает на экологичном топливе — сжатом газе и не имеет бензинового бака. Появилась в 1997 года для седана и была доступна только в лизинге, эта комплектация была интересна тем, что использовала природный газ в качестве топлива.
- VP: Появилась в 1998 году и доступна только для седана, создавалась как «Value Package» (выгодная комплектация), дороже чем комплектация DX. Включает в себя всё оснащение комплектации DX + АКПП, центральный замок, CD-проигрыватель, кондиционер, бесключевой доступ и эксклюзивный цвет окраски кузова.

### Аудиоподготовка
В большинстве комплектаций в центре консоли было FM-радио с подсветкой LCD экрана (кроме CX, где не было FM-радио), а кассетный/CD-проигрыватель был доступен как дополнительная опция для заказа у дилеров и устанавливался в верхней части консоли, он был не на виду до тех пор, пока не открывались держатели для стаканов. В качестве дилерского дополнительного оснащения также предлагались AM/FM кассетные плееры и AM/FM CD-проигрыватели, которые заменяли стандартный радиоприёмник. Все комплектации оснащались четырьмя передними динамиками (кроме EX, где дополнительно было два твитера на передних дверях), подготовленной проводкой для радио и антенной, в зависимости от того, было в комплектации FM-радио или нет.

### Si

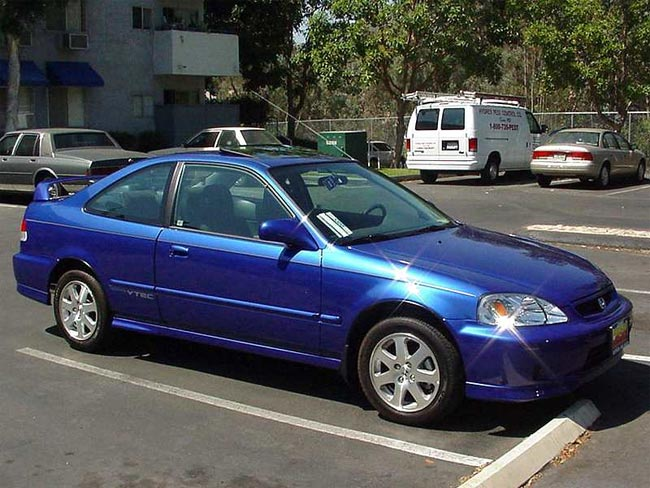
1999 Honda Civic Si

В 1999 появилась версия Honda Civic Si (Sport Injection) — «заряженная» модель, выпускалась только в кузове купе и только с механической коробкой передач. Наряду с европейскими VTi и SiR/Type-R версиями в Японии SI стала исключительно американской заряженной версией и это продолжится в будущих поколениях. Под капотом у Civic Si был 1,6-литровый двигатель B16A2, развивающий 160 л. с. на 8000 оборотах в минуту и 111Н*м крутящего момента при 7000 оборотах в минуту. Разгон Civic Si с 0 до 100 км/ч составляет 7,35 секунд в стоковом варианте, а четверть мили (402 метра) проходит за 15,7 секунд. Максимальная скорость ограничена электроникой — 220 км/ч. Красная зона — 8000 оборотов в минуту. Схожий по своей конструкции с Honda CR-X del Sol двигатель Honda Civic Si имел значительные отличия, которые включали в себя больший корпус дроссельной заслонки, улучшенный впускной коллектор, усиленные шатуны, поршни с низким коэффициентом трения и высоким содержанием кремния, коленчатый вал с противовесом и выхлопная система с трубами большего диаметра. Благодаря хорошей топливной эффективности (7,5-9 л/100 км) и популярному типу кузова данная модификация быстро нашла свою аудиторию, хоть и выпускалась только два года. Цена начиналась от $17,860. Всего было выпущено около 30 тысяч Civic Si в США.
Изменения от стандартного Civic включали в себя более жёсткие, прогрессивные пружины, более жёсткие передние и задние стабилизаторы устойчивости, а также переднюю верхнюю распорку, что способствовало более плавному прохождению поворотов.
В отличие от стандартной версии на Honda Civic Si и спереди и сзади устанавливались дисковые тормоза. Внешние отличия от комплектаций LX/EX были минимальны и включали в себя логотип Si на кромке крышки багажника, низкопрофильные широкие 15-дюймовыми диски/шины, спойлер и пороги в цвет кузова. Оснащение включало в себя центральный замок, электрические стеклоподъёмники, CD-проигрыватель, круиз-контроль, кондиционер, широкий электрический люк и регулировку руля по высоте.
Внутри из отличий от стандартной версии шестого поколения Honda Civic Si были сидения с улучшенной боковой поддержкой, кожаный руль и красная приборная панель с брендингом Si.
В июне 2020 Honda Civic Si с небольшим (около 9000 км) пробегом был продан за рекордные 50.000$.

## Цветовая гамма

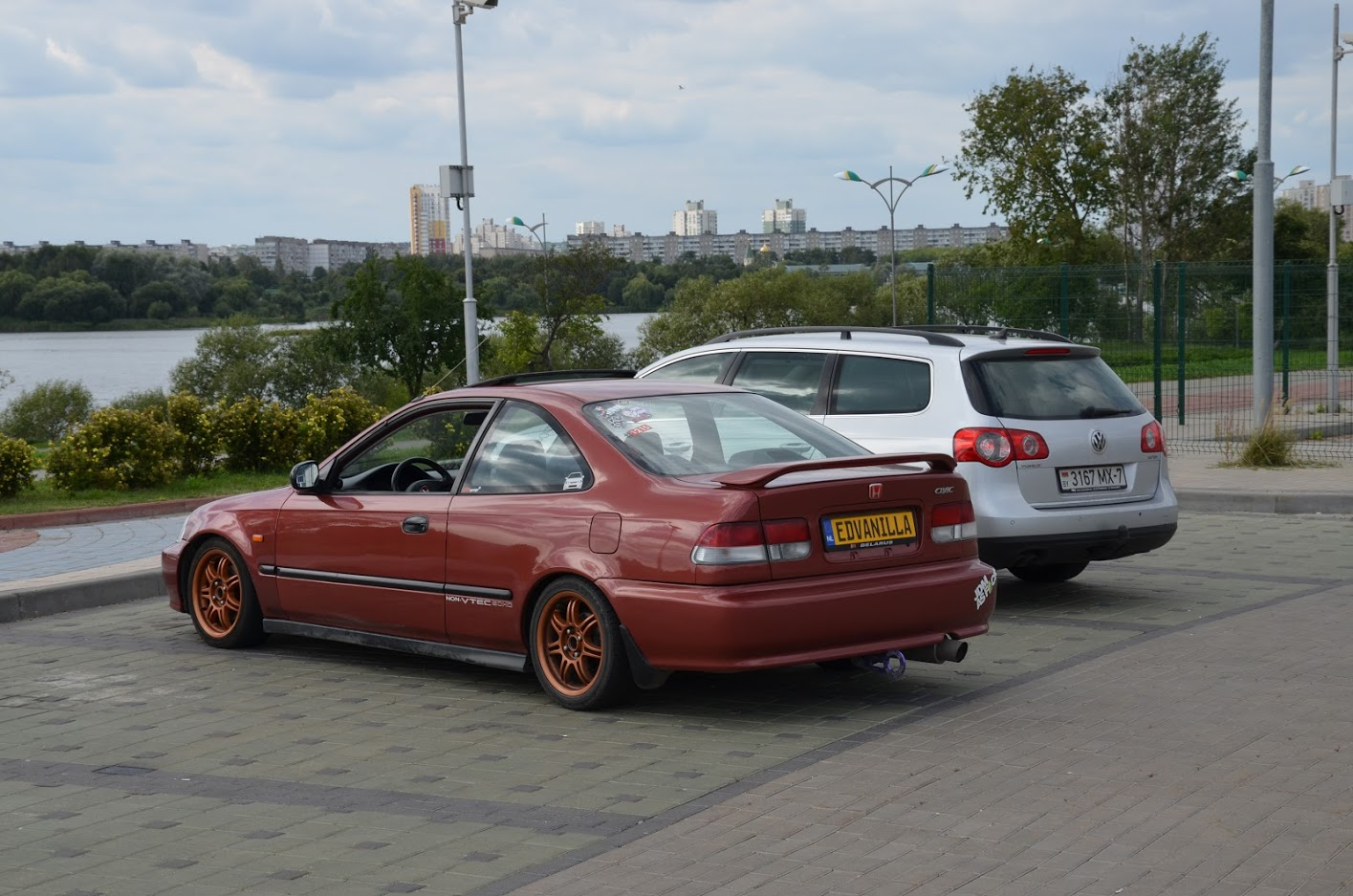
1996 Honda Civic в цвете Island Coral Pearl

В США Honda Civic красили в следующие цвета:
Хетчбэк: Vogue Silver Metallic ('96-'00), Granada Black Pearl ('96-'97), Roma Red ('96-'00), Midori Green Pearl ('96), Dark Amethyst Pearl ('97-'99), Flamenco Black Pearl ('98-'00), Taffeta White ('00).
Купе: Frost White ('96-'97), Vogue Silver Metallic ('96-'00), Granada Black Pearl ('96-'97), Island Coral Pearl ('96), Milano Red ('96-'00), Cypress Green Pearl ('96-'98), Taffeta White ('98-'00), Flamenco Black Pearl ('98-'00), Clover Green Pearl ('99-'00).
Купе Si: Flamenco Black Pearl ('99-'00), Milano Red ('99-'00), Electron Blue Pearl ('99-'00).
Седан: Frost White ('96-'97), Vogue Silver Metallic ('96-'00), Granada Black Pearl ('96-'97), Island Coral Pearl ('96), Cypress Green Pearl ('96-'98), Cyclone Blue Metallic ('96-'98), Inza Red Pearl ('97-'99), Taffeta White ('98-'00), Flamenco Black Pearl ('98-'00), Iced Teal Pearl ('99-'00), Clover Green Pearl ('99-'00), Titanium Metallic ('00), Vintage Plum Pearl ('00).
Специальные цвета: Sunlight Yellow (JDM и Civic Jordan), New Vogue Silver Metallic (SiR в Канаде), Nighthawk Black и Passion Orange (SiR в Филиппинах), Pirates Black (VTi-S).

Некоторые цвета Honda Civic
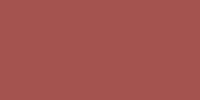
Island Coral Pearl ('96)
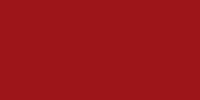
Milano Red ('96-'00)
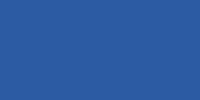
Electron Blue Pearl ('99-'00)
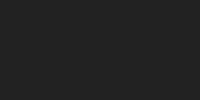
Granada Black Pearl ('96-'97)
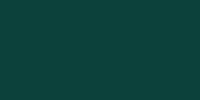
Clover Green Pearl ('99-'00)
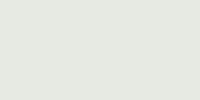
Taffeta White ('98-'00)

## Рестайлинг
3 сентября 1998 года был представлен рестайлинг, который включал в себя обновлённый интерьер и экстерьер. Некоторые изменения дизайна зависели от страны выпуска автомобиля. В некоторых европейских странах не был осуществлён редизайн панели климат контроля и передней части модели в кузове седан. Обновлённая модель подверглась рестайлингу, который включал в себя новую решётку радиатора, новые фары, новый передний бампер, капот, крылья, а также обновлённые задние фонари.
После рестайлинга сильно изменились линии формы передний оптики: они стали более острыми по сравнению с прежней, которая была более круглой. Вдобавок новые фары стали длиннее. Линия, разделяющая рефлектор на две половины, продолжает линию капота, а крайняя часть фары стала немного короче и прозрачнее. Основным внешним изменением был передний бампер — появились места для противотуманных фар, воздухозаборник стал короче. Молдинги и зеркала были выкрашены в цвет кузова.
Изменился в большую сторону и угол наклона пластиковых подкрылков, из которых состоит внутренний дизайн решётки. Обновлённая решётка радиатора различается в зависимости от типа кузова и от рынка, для которого предназначен автомобиль. На седанах окантовка решётки радиатора хромированная, а в хетчбэках и купе решётка радиатора окрашена в цвет кузова автомобиля. На появившейся в 1999 году версии Civic Si решётка была сетчатой. Купе и седанам также немного обновили нижнюю часть заднего бампера. Задние фонари вместо оранжевых стали красно-белыми. У хетчбэков, как и у купе изменилась цветовая гамма задних фонарей, при этом задний бампер остался прежним. Внутри изменений было меньше. Кнопки и ползунок регулировки климат-контроля были заменены круглыми переключателями, которые освободили место для увеличенного отсека магнитолы (с 1DIN до 2DIN).

## Двигатели

### Североамериканский рынок (USDM)

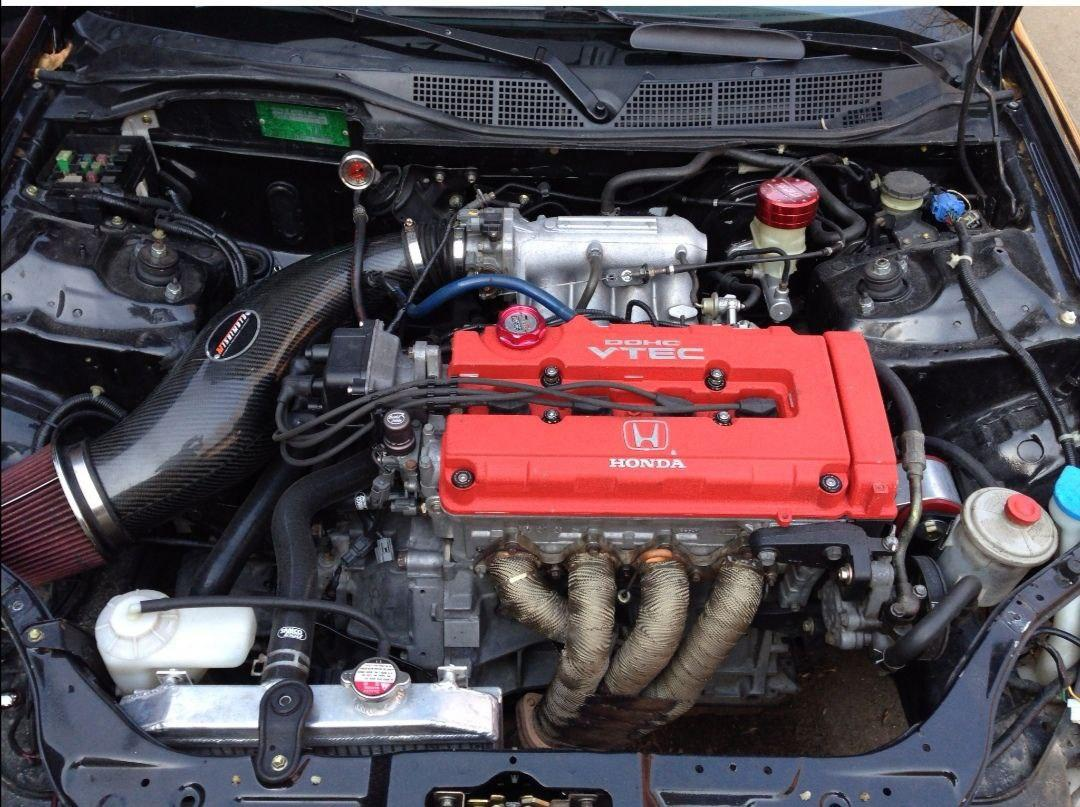
Подкапотное пространство

Для комплектаций CX, DX, VP и LX использовался бензиновый двигатель D16Y7 объёмом 1,6 литра. Он развивает максимальную мощность в 106 лошадиных сил при 6200 оборотах в минуту и имеет многоточечный впрыск топлива.
Для комплектации HX использовался четырёхцилиндровый рядный мотор D16Y5 объёмом 1,6 литра с водяным охлаждением и технологией VTEC-E. Мощность двигателя составляет 115 л. с. при 6400 оборотах в минуту и имеет многоточечный впрыск топлива. Расход топлива в смешанном режиме составляет 6,5 литра на 100 км.
Для комплектации EX (Si в Канаде) использовался двигатель D16Y8 с технологией VTEC. Он развивает максимальную мощность в 127 л. с. при 6600 оборотах в минуту, степень сжатия — 9,6:1, многоточечный впрыск топлива.
Для комплектации Si (SiR в Канаде) использовался двигатель B16A2 с технологией VTEC. Он развивает максимальную мощность в 160 л. с. при 7600 оборотах в минуту, степень сжатия −10,2:1, многоточечный впрыск топлива.
В комплектации GX используется двигатель D16B5, работающий на природном газе. Степень сжатия 12,5:1.

### Японский рынок (JDM)

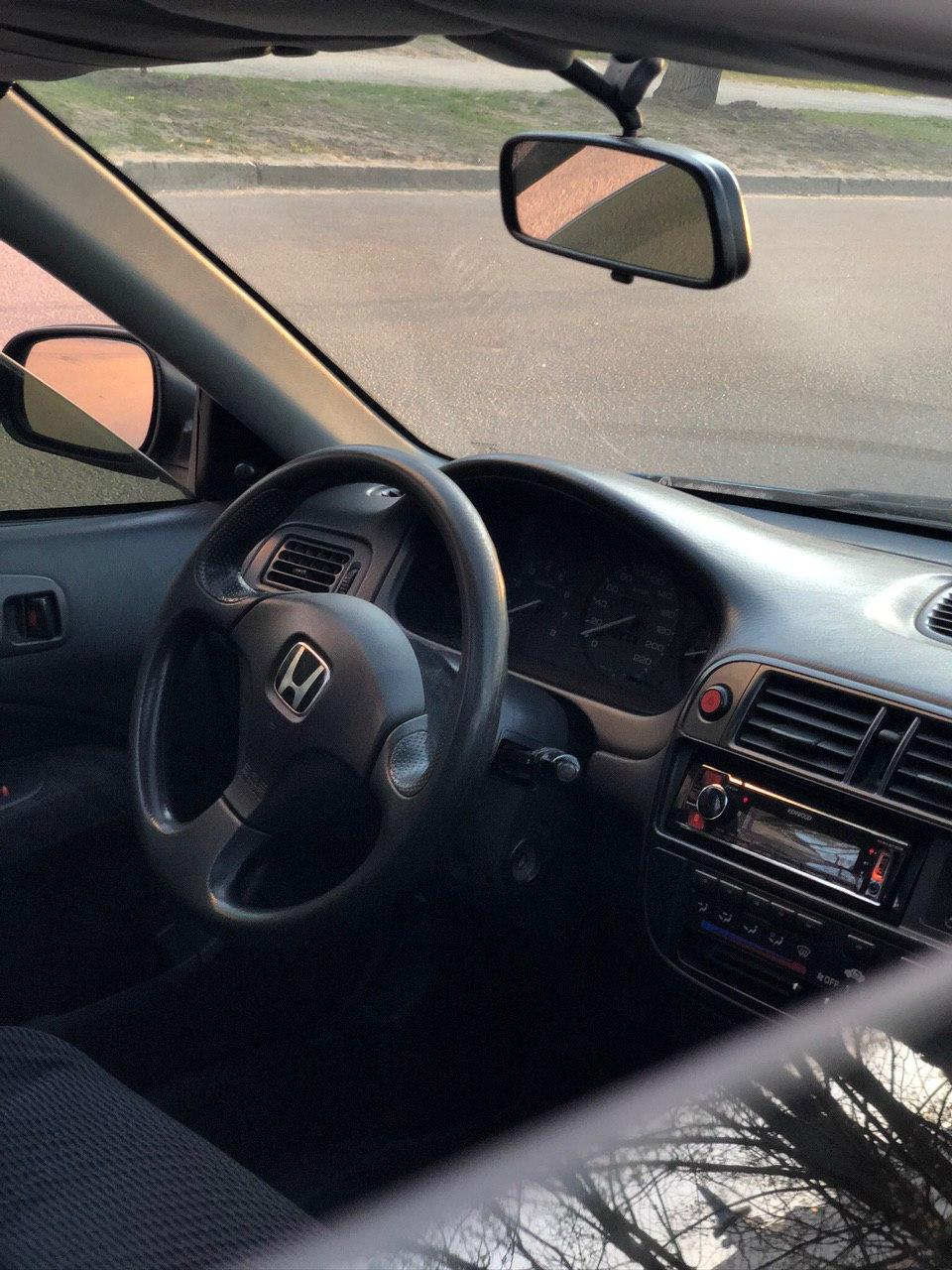
Интерьер

В Японии самой бедной комплектацией была EL (и недолго существовавшая EL-II), которая комплектовалась двигателем D13B объёмом 1343 см3, развивающий мощность 91 л. с. при 6300 оборотах в минуту. Как и в большинстве Honda Civic шестого поколения это был 16-клапанный SOHC двигатель.
Civic Ferio SiR использовал второе поколение двигателя B16A, остальные комплектации поставлялись с двигателями D15B, D16A или D13B.

### Другие рынки
В Великобритании, Европе, Южной Африке и Филиппинах с 1996 до 2000 года выпускались седаны и универсалы (Aerodeck), которые комплектовались двигателями B16A1, B16A2, B18B и даже B18C.
На рынки ближнего востока Civic поставлялся с двигателем D15Z4 для комплектаций LXi и EXi мощностью 105 л. с.
В Австралии практически все комплектации поставлялись с двигателем D16Y4, седан VTi использовал D16Y5, купе VRI поставлялось с D16Y8, а VTi-R хетчбэк и купе использовали B16A2.

## В мире

### Япония

#### Civic Ferio Si
JDM Civic в кузове седан (известный в Японии как Civic Ferio Si) комплектовался двигателем DOHC VTEC B16A, задними подголовниками, уникальной ручкой КПП (как в Honda Integra Type-R), специальной тканью для сидений и такими же 15" легкосплавными колёсными дисками как на Honda Civic Coupe Si для американского рынка. Среди других моделей Ferio были модели с полным приводом RealTime и задней щёткой стеклоочистителя, которой не было на моделях на других рынках.

#### Civic Ferio Vi-RS
Выпускавшейся как «экстра спортивная» версия Honda Civic Ferio, версия Honda Civic Ferio Vi-RS в кузове седан c полуторалитровым двигателем D15B VTEC (на выбор были механическая пятиступенчатая коробка и вариатор) выпускалась только для японского рынка. У Civic Vi-RS был установлен переключатель с правой стороны от руля с обозначениями D, S1 и S2. S2 был спортивным режимом.

#### Honda Civic Type-R EK9
Официальный дебют 1-го поколения Honda Civic Type-R (шасси EK9) состоялся в 1997 году. Именно тогда Honda Civic в кузове хетчбэк впервые получил имя Type R, что означало, что он достоин разделять философию «R» с уже тогда существовавшими Integra и NSX.
Он продавался только на внутреннем рынке Японии и был доступен исключительно в кузове хетчбэк с 5-ступенчатой механической коробкой передач LSD в качестве единственной доступной трансмиссии. Эта модель была оснащена двигателем B16B, который по сути является более мощной версией двигателя B18C от Integra Type R. Удельная мощность этого мотора достигала 185 л. с. при 8200 об/мин, что составляет 115,6 л. с. на каждый литр рабочего объёма, до 100 км/ч разгоняется за 6,7 секунды и развивает максимальную скорость 225 км/ч. Кузов был назван EK9. EK9 был основан на JDM EK4 SiR и получил дополнительное усиление шасси и корпуса. Модель также получила дополнительное облегчение веса, чтобы создать полное ощущение лёгкой гоночной машины. Другие особенности включали в себя более крупные тормоза (дисковые на всех колёсах, вентилируемые спереди), улучшенные углы поворота, специально настроенная подвеска (спереди и сзади независимая пружинная), сиденья Recaro, рулевое колесо MOMO, титановая ручка переключения передач, переднюю губу, спойлер, затемнённые фары и двигатель ручной сборки, воплощавший в себе гоночный дух Хонды.
Этот двигатель отличался отполированной вручную головкой блока цилиндров, более лёгким маховиком, изменённым профилем кулачка, поршнями с высокой степенью сжатия и сбалансированным коленчатым валом. Коробка передач была оснащена дифференциалом повышенного трения косозубого типа.
В 1998 году компания Honda выпустила Civic Type R Motor Sports Edition. Этот автомобиль выпускался со стальными колёсами, другой системой рулевого управления, без электростеклоподъёмников, кондиционера и радио.

### Канада
Канадские комплектации были почти такими же, как американские, разве что отличались названиями. Канадские Honda Civic в кузове седан поставлялись в комплектациях LX, EX и SE, которые практически идентичны американским DX и LX; не было эквивалента американского Civic в кузове седан комплектации EX — на канадском рынке его место заняла модель Acura EL. Канадские Civic в кузове купе поставлялись в комплектациях DX, Si и SiR, которые были эквивалентны DX, EX и Si в США. Только седан комплектации EX, купе Si и SiR комплектовались центральным замком и электростеклоподъёмниками, а Si и SiR в кузове купе были единственными канадскими версиями Honda Civic, у которых был люк. Для всех седанов и купе был доступен пакет опций, который добавлял кондиционер и ABS. Хетчбэки, доступные только в комплектациях CX и DX, продавались как автомобили эконом-класса; как и в США, у них не было никаких удобств, присущих моделям Civic, даже в качестве опций. Все седаны, купе и хетчбэки DX оснащались двумя фронтальными подушками безопасности; CX хетчбэки комплектовались только водительской подушкой безопасности.
Канадские комплектации SiR и Si оснащались ABS and зеркалами с подогревом, которые лучше подходили для канадского климата с длинными зимами, этих опций не было в американской версии комплектации Si. Для канадской модификации SiR также был доступен специальный цвет New Vogue Silver Metallic, который был недоступен для американской версии комплектации Si.
Civic DX Special Edition (SE) для кузова хетчбэк был специальной комплектацией, которая была доступна в течение ограниченного времени (2000 года). Автомобиль был похож на канадский хетчбэк DX, но поставлялся с дополнительными стандартными деталями, включая сетчатые 14-дюймовые колёса (идентичные опциональным колёсам на японском рынке, начиная с предыдущего поколения Civic, и аналогичным по дизайну стандартным дискам Honda Integra третьего поколения), боковые зеркала и боковые молдинги в цвет кузова, спойлер и специальный значок на задней части крышки багажника.

### Австралия
В Австралии Civic был представлен в 1996 сразу с двумя двигателями объёмом 1,6 литра. Двигатель D16Y8 VTEC устанавливался в VTI купе (EJ8), а D16Y4 без технологии VTEC был базовым двигателем для комплектаций GLi и CXi (EK1), с опциональной 4 ступенчатой коробкой автомат для CXi и GLi или вариатором для версии VTi. Более мощный B16A2 был представлен позже и был доступен для кузовов купе и хетчбэк, также известными как VTi-R (EM1 и EK4 соответственно).

### Азиатский рынок — SiRII
С 1996 по 2000 Honda выпускала Civic SiRII с двигателем B16A, но эта модификация была доступна только для азиатского рынка. Двигатель развивал 160 л. с. при 7800 оборотах в минуту и объёме 1,595 см3.

### Филиппины
Шестое поколение Civic изначально было выпущено в 1996 году с двумя комплектациями: LXi с двигателем без технологии VTEC 1,5 л SOHC D15Z4 и VTi с двигателем 1,6 л. SOHC D16Y5 VTEC-E. Оба комплектации включали в себя передние дисковые и задние барабанные тормоза. Варианты трансмиссии: 5-ступенчатая механическая или 4-ступенчатая автоматическая, доступны в обеих комплектациях. Во время рестайлинга 1999 года была представлена версия SiR. Эта версия поставлялась с двигателем B16A2 1.6L DOHC VTEC и первоначально была доступна в таких вариантах цвета как Nighthawk Black, Tafetta Ehite and Passion Orange. После добавились цвета Formula Red и Sunburst Yellow, а консоль приобрела серебряные вставки. Другими заметными отличиями были сетчатая решётка радиатора (как в EK9), трёхспицевое простроченное красное рулевое колесо, 15-дюймовые диски Enkei (аналогичные USDM Si и JDM Vi-RS), с кожаной обшивкой рычаг переключения передач (аналогичная JDM SiR), передняя верхняя распорка, CD-проигрыватель Kenwood, увеличенные передние и задние дисковые тормоза, уникальные цвета ткани салона и дополнительная передняя губа и спойлер. Единственным выбором для трансмиссии была 5-ступенчатая механическая коробка передач.

### Южная Африка
В Южной Африке трёхдверный хетчбэк продавался как модель Civic Coupe (дорестайлинг) и Civic (рестайлинг). Четырёхдверный седан продавался под названием «Ballade». Номера кузовов тоже отличались от таковых на других рынках — S03 (хетчбэк) и S04 (седан). Версии Honda Civic Si и версия Type-R не продавались, двигатели SOHC VTEC также были недоступны. Южноафриканскими моделями были Civic 150i (с D15Z4), Civic 160i (с D16Y9), Civic VTEC (с B16A6), Ballade 150i (с D15Z4), Ballade 160i (с D16Y9), Ballade 180i (с B18B4) и Ballade VTEC (с B16A6). Модели Civic VTEC и Ballade VTEC были моделями с высочайшими техническими характеристиками, которые можно было купить в то время. Хотя модели VTEC имели меньший рабочий объём, мощность была больше благодаря системе VTEC. Кожаные сиденья, электрические стеклоподъёмники и улучшенная производительность — всё это было только в моделях VTEC (Civic или Ballade). Дистрибьютором Honda в то время в Южной Африке была компания Mercedes-Benz Южная Африка (Mercedes-Benz SA), поэтому некоторые модели Ballade и Civic использовали опции Mercedes-Benz, такие как кожаный салон и сигнализация. Была выпущена AMG версия модели Ballade, которая получила улучшенную выхлопную систему и внешние накладки AMG.

### Европа — MA/MB/MC пятидверные Civic / Civic Aerodeck — «Англичанка»

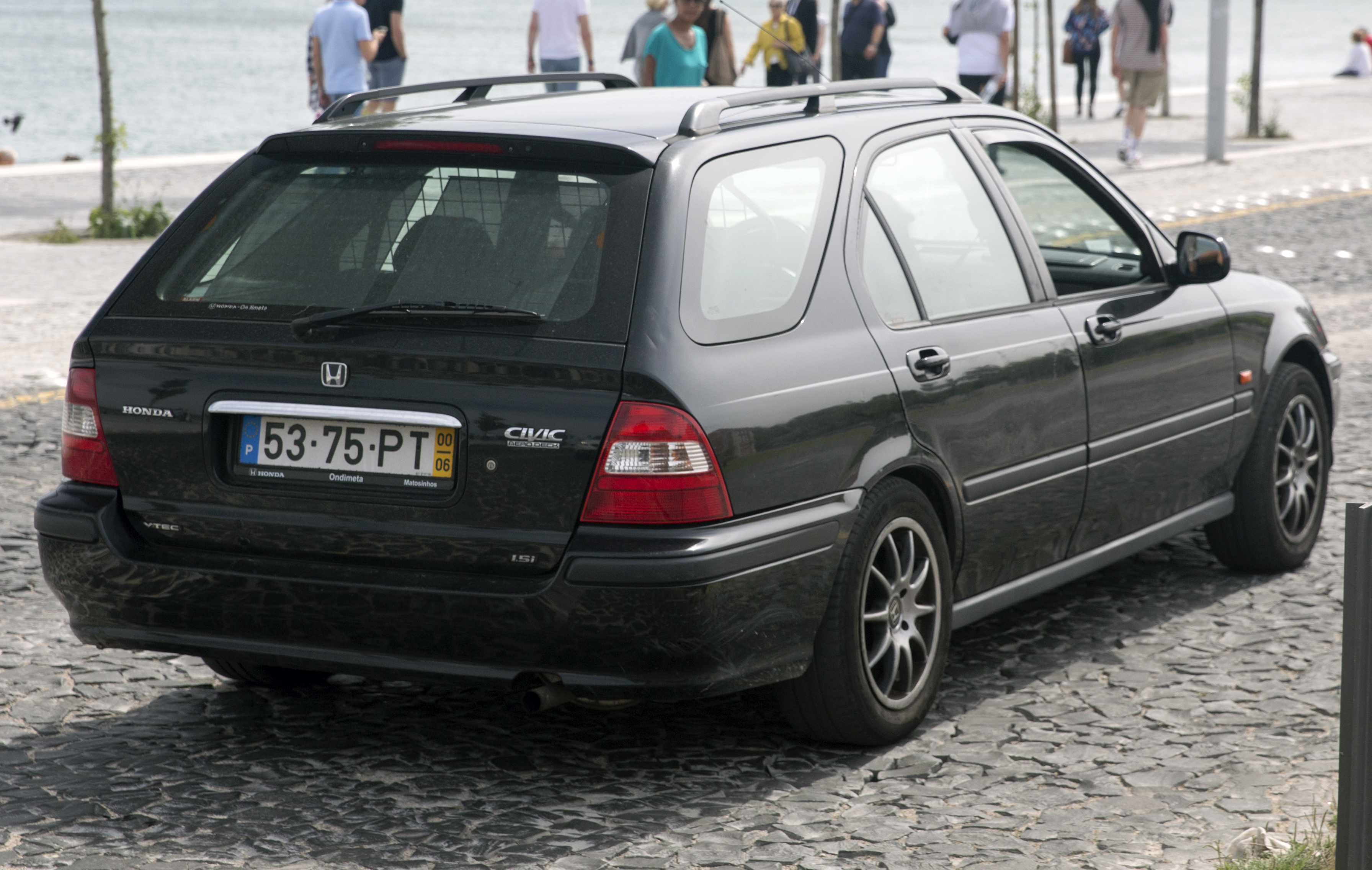
2000 Honda Civic Aerodeck (Португалия)

Основанная на Domani, который, в свою очередь, был технически схож с Civic пятого поколения, эта версия продавалась в Европе как MA / MB / MC Civic и Civic Aerodeck (универсал). Модель была доступна в двух кузовах: четырёхдверный лифтбек и универсал Aerodeck с большим количеством вариантов комплектаций и двигателей. Название Aerodeck ранее использовалось на Honda Accord Aerodeck, который был двухдверным универсалом, широко известным в Европе как шутинг-брэйк (англ. «shooting-brake»). Устанавливались бензиновые двигатели объёмом 1,4 л. (D14A2 / A5 / A7), 1,5 л. (D15Z8 / Z6), 1,6 л. (D16Y2 / Y3, D16W2 / W3, D16B2 и т. д.) и 1,8 л. (B18C4), которые развивали мощность от 90 до 169 л. с. В базовой комплектации были такие опции как топливный бак на 55 литров, ABS, подушки безопасности водителя и пассажира, гидроусилитель руля и электрические зеркала заднего вида. Более поздние модели также поставлялись с кондиционером в базовой комплектации. Модель 1.8 VTi была флагманской моделью с самым большим бензиновым двигателем, который был доступен для кузовов MA/MB/MC. Honda Civic этой модификации также был доступен дизельный двигатель Rover L-Series (86 или 105 л. с.) который представлял собой 2-литровый восьмиклапанный двигатель с турбонаддувом с прямым впрыском (20T2N, 20T2R). Позже дизельные двигатели стали поставляться с интеркулерами. Коды шасси, обозначенные для этой модели и поколения Civic, были MA8, MA9, MB1, MB2, MB3, MB4, MB6, MB7 и MB8 для лифтбека, а коды шасси универсала Aerodeck — MB9, MC1, MC2, MC3, и MC9. По сравнению с оригинальным Domani, у Liftback и Aerodeck был новый интерьер, аналогичный интерьеру более престижного Rover 400. В то время у Honda было налажено давнее сотрудничество с группой Rover, у которой не было достаточно средств на разработку новой модели, так что Rover построил конкурента в C-сегменте на основе Honda Domani и использовал в производстве множество его наработок для производства Rover 400/45, а затем и MG ZS. Rover внёс в основном косметические изменения (которые включали передние крылья / крылья, капот, фары, бамперы, задние фонари и заднюю дверь, которые были другими на Rover, а также более дорогие материалы салона и более широкое использование дерева и наклеек), чтобы визуально получилась новая модель, которая хорошо бы смотрелась в шоурумах, что было достаточно рентабельно, но вместе с тем разделило целевую аудиторию на два лагеря. Выпуск модели закончился в 1999 году, модель не была также популярна как её «японский» вариант.

#### 1.6/1.8 VTi
В 1996 году была представлена модель VTi, а затем и ограниченная серия VTi-S. Как и все модели Honda того времени, VTi означал автомобиль с двигателем с технологией Honda VTEC. На задних дверях присутствовали наклейки с надписью «DOHC VTEC», а на кромках переднего / заднего бампера и боковых юбках (в моделях VTi-S) имелся значок VTi. VTi выпускался в двух разных вариантах: хетчбэк и седан DOHC 1.6 VTi (двигатель B16A2) и пятидверный DOHC 1.8 VTi (с более крупным B18C4). Автомобиль 1.6 VTi на самом деле был немного быстрее в ускорении, чем 1.8, из-за разных передаточных чисел. B16A2 был также более лёгким двигателем в более лёгком автомобиле, помогая сократить время разгона с 0 до 100 км/час примерно на 0,3 секунды быстрее, чем у автомобиля с двигателем B18C4. Передние и задние дисковые тормоза были стандартными на всех версиях VTi / VTi-S. Пятидверные версии (VTi / VTi-S) включали дифференциал повышенного трения Torsen, что означало, что они быстрее выходили из поворотов, чем хетчбэк с двигателем 1.6, благодаря более эффективному ускорению на выходе из поворотов.
1.8 VTi Civic поставлялся в богатой базовой комплектации, часть которого отсутствовала в трёхдверных эквивалентах. Стандартная комплектация 1.8 VTi включает:
- Экстерьер: передняя губа / спойлер, задний спойлер багажника со встроенным стоп-сигналом, омыватели фар, люк с электроприводом, зеркала, дверные ручки, передний и задние бампера в цвет кузова, передние противотуманные фары и легкосплавные пятиспицевые диски Speedline.
- Интерьер: Уникальные полукожаные сиденья в спортивном стиле (полностью кожаные доступны в качестве опции), передние / задние электрические стеклоподъёмники, зеркала заднего вида с электроприводом / обогревом, кондиционер, регулятор освещённости приборной панели, подголовники передних и задних сидений, кожаный руль с красной прострочкой.

#### Rover 400, 45 и MG ZS
Компания Rover разработала эти автомобили на базе британского лифтбека Civic с использованием собственных двигателей. Интерьер и экстерьер разрабатывался таким образом, чтобы угодить британской аудитории. В ранних моделях 400s использовался 1,6-литровый двигатель D серии, пришедший из R8 Rover 200/400, в то время как Honda использовала дизельные моторы L-серии Rover для европейских Honda Civic этого поколения.

#### Специальные версии Великобритании

##### VTi-S
Пятидверный лифтбек MB6 VTi-S выпускался ограниченным тиражом в 500 экземпляров и продавался только в цвете Pirates Black, с окрашенными в цвет кузова бамперами. VTI-S улучшил внешний вид стандартного пятидверного Civic VTi с другой передней губой, а также задней губой на бампере и другими боковыми юбками. Спецификация VTi-S также включала хромированную / алюминиевую ручку переключения передач (серебристый / чёрный пластик на более поздних моделях VTiS), коврики VTI-S и значки на задней двери. Модель также была оснащена лёгкими 15-дюймовыми легкосплавными дисками Speedline Chrono с конструкцией с раздельными спицами. Более поздние модели VTi-S поставлялись с лёгкими легкосплавными дисками Speedline. В остальном они идентичны обычным VTi. Циферблаты приборов на более поздних моделях VTi-S немного изменились: теперь они имеют курсивную нумерацию.
Трёхдверный EK4 VTi-S выпускался только в 1998 году, всего было выпущено 200 автомобилей, все с регистрационными знаками «R». Как и MB6 VTi-S, EK4 VTi-S был основан на стандартном хетчбэке VTi, отличался особым цветом Starlight Black, юбками переднего и заднего бампера, задним спойлером, 15-дюймовыми легкосплавными дисками Speedline Chrono и особой приборной панели, где использовался белый цвет в шкале спидометра и указателе уровня топлива, когда в обычном VTi использовался оранжевый и красный цвета, но сами указатели были по-прежнему красного цвета. Значки на багажнике с надписью «Honda», «Civic», «1.6VTi» и «VTEC» были заменены на один значок VTi-S, из других особенностей были такие как легкосплавная ручка переключения передач и коврики VTi-S. Механически по производительности он идентичен обычному EK4 VTi, изменения касались только стайлинга. Из-за проблемы с процессом регистрации многие VTi-S регистрировались как VTi, а обычные VTi регистрировались как VTi-S; эта проблема также коснулась специального выпуска EK4 Civic Jordan, некоторые из которых также были зарегистрированы как VTi-S.

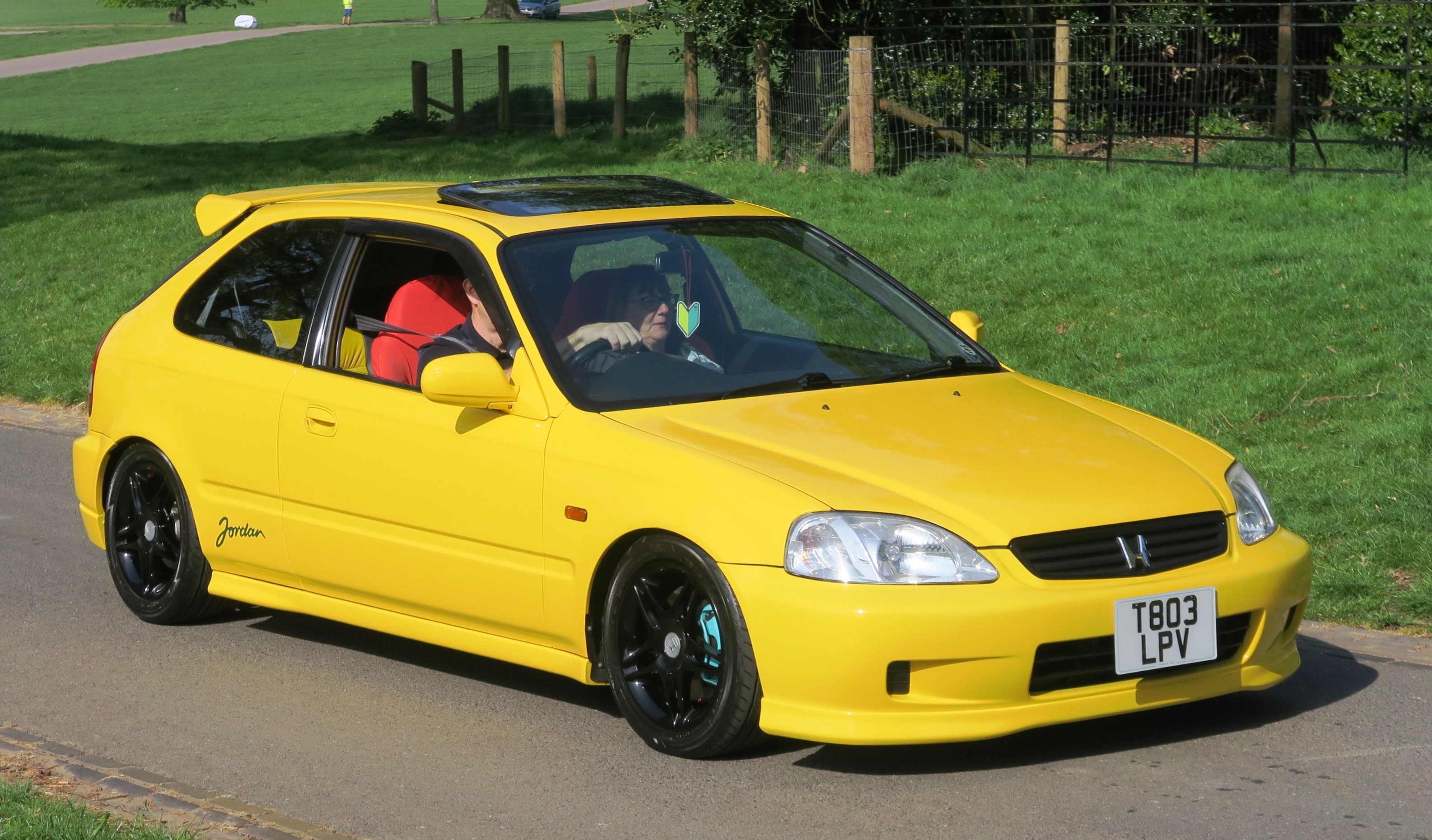
Honda Civic Jordan

##### Civic Jordan
В память о команде Honda (Mugen) Jordan F1 была выпущена специальная серия из 500 автомобилей Honda Civic VTi (3-дверная модель EK4). На центральной консоли была нанесена собственная подпись Эдди Джордана с идентификационным номером. Эта версия продавалась только в 1999 и 2000 годах. Модель была полностью построена на основе EK4 VTi, но с небольшими отличиями, которые включали в себя новый специальный цвет Sunlight Yellow, жёлто-чёрный кожаный салон, наклейки Jordan по бокам и сзади и вышитые логотипы на ковриках и сиденьях. Сама же команда F1 Jordan не принимала никакого участия в постройке автомобиля.

## В культуре
Honda Civic присутствует в множестве фильмов и видеоигр. За 25 лет с начала производства модели, её можно встретить в таких сериях игр как Need For Speed, Forza и Gran Turismo.
Need For Speed:
- Need for Speed: Underground (2003);
- Need for Speed: Underground 2 (2004);
- Need for Speed: ProStreet (2007);
- Need for Speed (2015);
- Need for Speed: Payback (2017);
- Need for Speed: Heat (2019);
- Need for Speed: Unbound (2022);

Gran Turismo:
- Gran Turismo (1997);
- Gran Turismo 2 (1999);
- Gran Turismo 3 A-Spec (2001);
- Gran Turismo 4 (2004);
- Gran Turismo PSP (2009);
- Gran Turismo 5 (2010);
- Gran Turismo 6 (2013);
- Gran Turismo 7 (2022).

Forza Motorsport:
- Forza Motorsport (2005);
- Forza Motorsport 2 (2007);
- Forza Motorsport 3 (2009);
- Forza Motorsport 4 (2011);
- Forza Motorsport 5 (2013);
- Forza Horizon 2 (2014);
- Forza Motorsport 6 (2015);
- Forza Horizon 3 (2016);
- Forza Motorsport 7 (2017);
- Forza Horizon 4 (2018);
- Forza Horizon 5 (2021).